# Vaux-Lavalette
Vaux-Lavalette település Franciaországban, Charente megyében. Lakosainak száma 79 fő (2022. január 1.). Vaux-Lavalette Gurat, Salles-Lavalette, Vendoire és Montmoreau községekkel határos.

## Népesség
A település népessége az elmúlt években az alábbi módon változott:
| Lakosok száma | 131  | 101  | 106  | 89   | 98   | 98   | 93   | 83   | 82   | 79   |
|               | 1968 | 1982 | 1990 | 2006 | 2013 | 2015 | 2017 | 2019 | 2020 | 2022 |